# IJwit
IJwit is een bier van Brouwerij 't IJ te Amsterdam. IJwit is een witbier, een blond bier gebrouwen met gerstemout en tarwemout. De IJwit is gekruid met citroen en korianderzaad en bevat 6,5% alcohol. 